# Station Poraj
Station Poraj is een spoorwegstation in de Poolse plaats Poraj.